# 第3回アトランタ映画批評家協会賞
第3回アトランタ映画批評家協会賞は2019年の映画を対象としており、同年12月2日に受賞者が発表された。

## 受賞一覧

### 作品賞トップ10
- 1位:『パラサイト 半地下の家族』
  - 2位:『アイリッシュマン』
  - 3位:『マリッジ・ストーリー』
  - 4位:『ワンス・アポン・ア・タイム・イン・ハリウッド』
  - 5位:『1917 命をかけた伝令』
  - 6位:『ストーリー・オブ・マイライフ/わたしの若草物語』
  - 7位:『アンカット・ダイヤモンド』
  - 8位:『ナイブズ・アウト/名探偵と刃の館の秘密』
  - 9位:『ペイン・アンド・グローリー』
  - 10位:『アポロ11 完全版』

### 監督賞
- ポン・ジュノ - 『パラサイト 半地下の家族』

### 主演男優賞
- アダム・ドライバー - 『マリッジ・ストーリー』

### 主演女優賞
- レニー・ゼルウィガー - 『ジュディ 虹の彼方に』

### 助演男優賞
- ブラッド・ピット - 『ワンス・アポン・ア・タイム・イン・ハリウッド』

### 助演女優賞
- ローラ・ダーン - 『マリッジ・ストーリー』

### アンサンブル演技賞
- 『アイリッシュマン』

### 脚本賞
- ポン・ジュノ、ハン・ジンウォン - 『パラサイト 半地下の家族』

### 第1回作品賞
- オリヴィア・ワイルド - 『ブックスマート 卒業前夜のパーティーデビュー』

### ブレイクスルー演技賞
- ケルヴィン・ハリソン・Jr - 『ルース・エドガー』、『WAVES/ウェイブス』

### 作曲賞
- トーマス・ニューマン - 『1917 命をかけた伝令』

### 撮影賞
- ロジャー・ディーキンス - 『1917 命をかけた伝令』

### 外国語映画賞
- 『パラサイト 半地下の家族』 韓国

### アニメーション映画賞
- 『トイ・ストーリー4』

### ドキュメンタリー映画賞
- 『アポロ11 完全版』